# Martin Lundberg
Martin Lundberg (Skellefteå, 7 giugno 1990) è un hockeista su ghiaccio svedese.

## Carriera
Dalla stagione 2006/07 alla stagione 2015/16 ha indossato la maglia dello Skellefteå AIK.
Nell'annata 2016/17 è approdato in AHL con i Rockford IceHogs.
Con la nazionale svedese ha preso parte ai campionati mondiali nel 2016.